# تومی نیشیمورا
تومی نیشیمورا (انگلیسی: Tomie Nishimura؛ زادهٔ ) یک بازیکن تنیس روی میز اهل ژاپن است. 
وی در مسابقات کشوری و بین‌المللی در مجموع برنده ۲ مدال طلا شده‌است.